# 2e étape du Tour d'Espagne 2006
Pour un article plus général, voir Tour d'Espagne 2006.
La 2e étape du Tour d'Espagne 2006 a eu lieu le 27 août 2006 entre la ville de Malaga et celle de Córdoba sur une distance de 176 km. Elle a été remportée par l'Italien Paolo Bettini Quick Step-Innergetic devant le Norvégien Thor Hushovd (Crédit agricole) et son compatriote Luca Paolini (Liquigas). Grâce aux bonifications, Hushovd s'empare du maillot or de leader du classement général au détriment de l'Espagnol Carlos Sastre (CSC).

## Profil et parcours
Un parcours de 176 kilomètres sans difficulté entre Malaga et Córdoba.

## Déroulement

### Récit
Mario De Sarraga (Relax-Gam) a profité de son échappée pour passer en tête les deux premières difficulté de la journée. Par la suite, il a été repris par un duo de chasse qui l'ont par la suite abandonné. Ce duo a été ensuite repris à 13 kilomètres de l'arrivée. Finalement, Paolo Bettini a surpris les purs sprinteurs et s'est imposé devant Thor Hushovd qui prend tout de même le maillot de leader.

### Points distribués

#### Sprint intermédiaires
1. Sprint intermédiaire de Monturque (109,2 km)
| Premier   | Mario de Sárraga Espagne | 4 pts |
| Second    | Thor Hushovd Norvège     | 2 pts |
| Troisième | Magnus Bäckstedt Suède   | 1 pts |

2. Sprint intermédiaire de Fernán-Núñez (138 km)
| Premier   | Mario de Sárraga Espagne | 4 pts |
| Second    | Thor Hushovd Norvège     | 2 pts |
| Troisième | Magnus Bäckstedt Suède   | 1 pts |

## Classement de l'étape
| \| Classement de l'étape \| Classement de l'étape \| Classement de l'étape \| Classement de l'étape \| Classement de l'étape \| \| Coureur \| Coureur \| Pays \| Équipe \| Temps \| \| --------------------- \| --------------------- \| --------------------- \| ---------------------- \| --------------------- \| \| 1er \| Paolo Bettini \| Italie \| Quick Step-Innergetic \| 4 h 19 min 31 s \| \| 2e \| Thor Hushovd \| Norvège \| Crédit Agricole \| + 0 s \| \| 3e \| Luca Paolini \| Italie \| Liquigas \| + 0 s \| \| 4e \| Robbie McEwen \| Australie \| Davitamon-Lotto \| + 0 s \| \| 5e \| Uroš Murn \| Slovénie \| Phonak Hearing Systems \| + 0 s \| \| 6e \| Francisco Ventoso \| Espagne \| Saunier Duval-Prodir \| + 0 s \| \| 7e \| Iñaki Isasi \| Espagne \| Euskaltel-Euskadi \| + 0 s \| \| 8e \| Bernhard Eisel \| Autriche \| La Française des jeux \| + 0 s \| \| 9e \| Jean-Patrick Nazon \| France \| AG2R Prévoyance \| + 0 s \| \| 10e \| Erik Zabel \| Allemagne \| Team Milram \| + 0 s \| |                    |           |                        |                 |
| |                    |           |                        |                 |
| |                    |           |                        |                 |
| Classement de l'étape |                    |           |                        |                 |
| Coureur | Coureur            | Pays      | Équipe                 | Temps           |
| 1er | Paolo Bettini      | Italie    | Quick Step-Innergetic  | 4 h 19 min 31 s |
| 2e | Thor Hushovd       | Norvège   | Crédit Agricole        | + 0 s           |
| 3e | Luca Paolini       | Italie    | Liquigas               | + 0 s           |
| 4e | Robbie McEwen      | Australie | Davitamon-Lotto        | + 0 s           |
| 5e | Uroš Murn          | Slovénie  | Phonak Hearing Systems | + 0 s           |
| 6e | Francisco Ventoso  | Espagne   | Saunier Duval-Prodir   | + 0 s           |
| 7e | Iñaki Isasi        | Espagne   | Euskaltel-Euskadi      | + 0 s           |
| 8e | Bernhard Eisel     | Autriche  | La Française des jeux  | + 0 s           |
| 9e | Jean-Patrick Nazon | France    | AG2R Prévoyance        | + 0 s           |
| 10e | Erik Zabel         | Allemagne | Team Milram            | + 0 s           |

## Classement général
Malgré sa deuxième place à l'arrivée de l'étape, le Norvégien Thor Hushovd (Crédit agricole) s'empare du maillot or de leader du classement général. Il devance le vainqueur de l'étape l'Italien Paolo Bettini (Quick Step-Innergetic) de deux secondes alors que les neuf membres de l'équipe CSC suivent à sept secondes, menés par l'Australien Stuart O'Grady.
| \| Classement général \| Classement général \| Classement général \| Classement général \| Classement général \| \| Coureur \| Coureur \| Pays \| Équipe \| Temps \| \| ------------------ \| ------------------ \| ------------------ \| --------------------- \| ------------------ \| \| 1er \| Thor Hushovd \| Norvège \| Crédit Agricole \| 4 h 27 min 00 s \| \| 2e \| Paolo Bettini \| Italie \| Quick Step-Innergetic \| + 2 s \| \| 3e \| Stuart O'Grady \| Australie \| CSC \| + 7 s \| \| 4e \| Lars Bak \| Danemark \| CSC \| + 7 s \| \| 5e \| Kurt Asle Arvesen \| Norvège \| CSC \| + 7 s \| \| 6e \| Nicki Sørensen \| Danemark \| CSC \| + 7 s \| \| 7e \| Marcus Ljungqvist \| Suède \| CSC \| + 7 s \| \| 8e \| Íñigo Cuesta \| Espagne \| CSC \| + 7 s \| \| 9e \| Volodymyr Gustov \| Ukraine \| CSC \| + 7 s \| \| 10e \| Carlos Sastre \| Espagne \| CSC \| + 7 s \| |                   |           |                       |                 |
| |                   |           |                       |                 |
| |                   |           |                       |                 |
| Classement général |                   |           |                       |                 |
| Coureur | Coureur           | Pays      | Équipe                | Temps           |
| 1er | Thor Hushovd      | Norvège   | Crédit Agricole       | 4 h 27 min 00 s |
| 2e | Paolo Bettini     | Italie    | Quick Step-Innergetic | + 2 s           |
| 3e | Stuart O'Grady    | Australie | CSC                   | + 7 s           |
| 4e | Lars Bak          | Danemark  | CSC                   | + 7 s           |
| 5e | Kurt Asle Arvesen | Norvège   | CSC                   | + 7 s           |
| 6e | Nicki Sørensen    | Danemark  | CSC                   | + 7 s           |
| 7e | Marcus Ljungqvist | Suède     | CSC                   | + 7 s           |
| 8e | Íñigo Cuesta      | Espagne   | CSC                   | + 7 s           |
| 9e | Volodymyr Gustov  | Ukraine   | CSC                   | + 7 s           |
| 10e | Carlos Sastre     | Espagne   | CSC                   | + 7 s           |

## Classements annexes
| Classement par points | Classement par points | Classement par points | Classement par points  | Classement par points |
| Coureur               | Coureur               | Pays                  | Équipe                 | Points                |
| --------------------- | --------------------- | --------------------- | ---------------------- | --------------------- |
| 1er                   | Paolo Bettini         | Italie                | Quick Step-Innergetic  | 25 pts                |
| 2e                    | Thor Hushovd          | Norvège               | Crédit Agricole        | 24 pts                |
| 3e                    | Luca Paolini          | Italie                | Liquigas               | 16 pts                |
| 4e                    | Robbie McEwen         | Australie             | Davitamon-Lotto        | 14 pts                |
| 5e                    | Uroš Murn             | Slovénie              | Phonak Hearing Systems | 12 pts                |

| Classement par points | Classement par points | Classement par points | Classement par points  | Classement par points |
| Coureur               | Coureur               | Pays                  | Équipe                 | Points                |
| --------------------- | --------------------- | --------------------- | ---------------------- | --------------------- |
| 1er                   | Paolo Bettini         | Italie                | Quick Step-Innergetic  | 25 pts                |
| 2e                    | Thor Hushovd          | Norvège               | Crédit Agricole        | 24 pts                |
| 3e                    | Luca Paolini          | Italie                | Liquigas               | 16 pts                |
| 4e                    | Robbie McEwen         | Australie             | Davitamon-Lotto        | 14 pts                |
| 5e                    | Uroš Murn             | Slovénie              | Phonak Hearing Systems | 12 pts                |

| Classement de la montagne | Classement de la montagne | Classement de la montagne | Classement de la montagne | Classement de la montagne |
| Coureur                   | Coureur                   | Pays                      | Équipe                    | Points                    |
| ------------------------- | ------------------------- | ------------------------- | ------------------------- | ------------------------- |
| 1er                       | Mario de Sárraga          | Espagne                   | Relax-GAM                 | 12 pts                    |
| 2e                        | Benoît Joachim            | Luxembourg                | Discovery Channel         | 5 pts                     |
| 3e                        | Rubén Pérez               | Espagne                   | Euskaltel-Euskadi         | 5 pts                     |
| 4e                        | José Antonio Garrido      | Espagne                   | Quick Step-Innergetic     | 4 pts                     |

| Classement de la montagne | Classement de la montagne | Classement de la montagne | Classement de la montagne | Classement de la montagne |
| Coureur                   | Coureur                   | Pays                      | Équipe                    | Points                    |
| ------------------------- | ------------------------- | ------------------------- | ------------------------- | ------------------------- |
| 1er                       | Mario de Sárraga          | Espagne                   | Relax-GAM                 | 12 pts                    |
| 2e                        | Benoît Joachim            | Luxembourg                | Discovery Channel         | 5 pts                     |
| 3e                        | Rubén Pérez               | Espagne                   | Euskaltel-Euskadi         | 5 pts                     |
| 4e                        | José Antonio Garrido      | Espagne                   | Quick Step-Innergetic     | 4 pts                     |

| Classement du combiné | Classement du combiné | Classement du combiné | Classement du combiné | Classement du combiné |
| Coureur               | Coureur               | Pays                  | Équipe                | Points                |
| --------------------- | --------------------- | --------------------- | --------------------- | --------------------- |
| 1er                   | Mario de Sárraga      | Espagne               | Relax-GAM             | 198 pts               |

| Classement du combiné | Classement du combiné | Classement du combiné | Classement du combiné | Classement du combiné |
| Coureur               | Coureur               | Pays                  | Équipe                | Points                |
| --------------------- | --------------------- | --------------------- | --------------------- | --------------------- |
| 1er                   | Mario de Sárraga      | Espagne               | Relax-GAM             | 198 pts               |

| Classement par équipes | Classement par équipes         | Classement par équipes | Classement par équipes |
| Équipe                 | Équipe                         | Pays                   | Temps                  |
| ---------------------- | ------------------------------ | ---------------------- | ---------------------- |
| 1re                    | CSC                            | Danemark               | 13 h 06 min 09 s       |
| 2e                     | Caisse d'Épargne-Illes Balears | Espagne                | + 7 s                  |
| 3e                     | Team Milram                    | Italie                 | + 8 s                  |
| 4e                     | Discovery Channel              | États-Unis             | + 9 s                  |
| 5e                     | T-Mobile                       | Allemagne              | + 11 s                 |

| Classement par équipes | Classement par équipes         | Classement par équipes | Classement par équipes |
| Équipe                 | Équipe                         | Pays                   | Temps                  |
| ---------------------- | ------------------------------ | ---------------------- | ---------------------- |
| 1re                    | CSC                            | Danemark               | 13 h 06 min 09 s       |
| 2e                     | Caisse d'Épargne-Illes Balears | Espagne                | + 7 s                  |
| 3e                     | Team Milram                    | Italie                 | + 8 s                  |
| 4e                     | Discovery Channel              | États-Unis             | + 9 s                  |
| 5e                     | T-Mobile                       | Allemagne              | + 11 s                 |